# Kiefferophyes lobifer
Kiefferophyes lobifer är en tvåvingeart som beskrevs av Freeman 1961. Kiefferophyes lobifer ingår i släktet Kiefferophyes och familjen fjädermyggor. Inga underarter finns listade i Catalogue of Life.